# Moriyama (Familienname)
Moriyama (jap. 森山) ist ein japanischer Familienname. Weniger verbreitete Varianten sind 守山 und 盛山.

## Herkunft und Bedeutung
Moriyama ist ein Wohnstättenname und geht in der häufigsten Schreibweise auf die Bedeutung der Kanji 森 (dt. Wald) und 山 (dt. Berg) zurück; er bezeichnete also Personen die an einem bewaldeten Berg wohnten.

## Namensträger
- Daidō Moriyama (* 1938), japanischer Fotograf
- Daisuke Moriyama (* 1971), japanischer Mangaka
- Eiji Moriyama (* 1976), japanischer Schauspieler und Synchronsprecher
- Hiroshi Moriyama (* 1945), japanischer Politiker
- Hozumi Moriyama (* 1967), japanischer Eisschnellläufer
- Junkyu Moriyama, japanischer Schauspieler
- Kenji Moriyama (* 1991), japanischer Fußballspieler
- Kimiya Moriyama (* 2002), japanischer Fußballspieler
- Kinji Moriyama (1917–1987), japanischer Politiker
- Kōji Moriyama (* 1946), japanischer Pop- und Jazzmusiker
- Masahito Moriyama (* 1953), japanischer Politiker
- Mayumi Moriyama (1927–2021), japanische Politikerin
- Mirai Moriyama (* 1984), japanischer Schauspieler
- Naotarō Moriyama (* 1976), japanischer Musiker
- Raymond Moriyama (1929–2023), kanadischer Architekt
- Riku Moriyama, japanische Synchronsprecherin
- Ryōko Moriyama (* 1948), japanische Musikerin
- Sulpizio Shinzo Moriyama (* 1959), japanischer Geistlicher, Bischof von Ōita
- Takeo Moriyama (* 1945), japanischer Jazzmusiker
- Moriyama Takichirō (1820–1871), japanischer Samurai und Dolmetscher
- Tō Moriyama, Pseudonym von Naoki Yamamoto (* 1960), japanischer Mangaka
- Yasuyuki Moriyama (* 1969), japanischer Fußballspieler
- Yoshirō Moriyama (* 1967), japanischer Fußballspieler
- Yūji Moriyama (* 1960), japanischer Animator